# Demkowce (obwód winnicki)
Demkowce (ukr. Демківка, Demkiwka) – wieś w rejonie hajsyńskim w obwodzie winnickim, na wschodnim Podolu.
W czasach I Rzeczypospolitej wieś leżała w województwie bracławskim w prowincji małopolskiej Korony Królestwa Polskiego. W 1789 była prywatną wsią należącą do Potockich. Odpadła od Polski w wyniku II rozbioru. Pod zaborami należała do Sobańskich.